# Oenothera californica
Oenothera californica är en dunörtsväxtart som först beskrevs av S. Wats., och fick sitt nu gällande namn av S. Wats.. Oenothera californica ingår i släktet nattljussläktet, och familjen dunörtsväxter. Inga underarter finns listade i Catalogue of Life.

## Bildgalleri

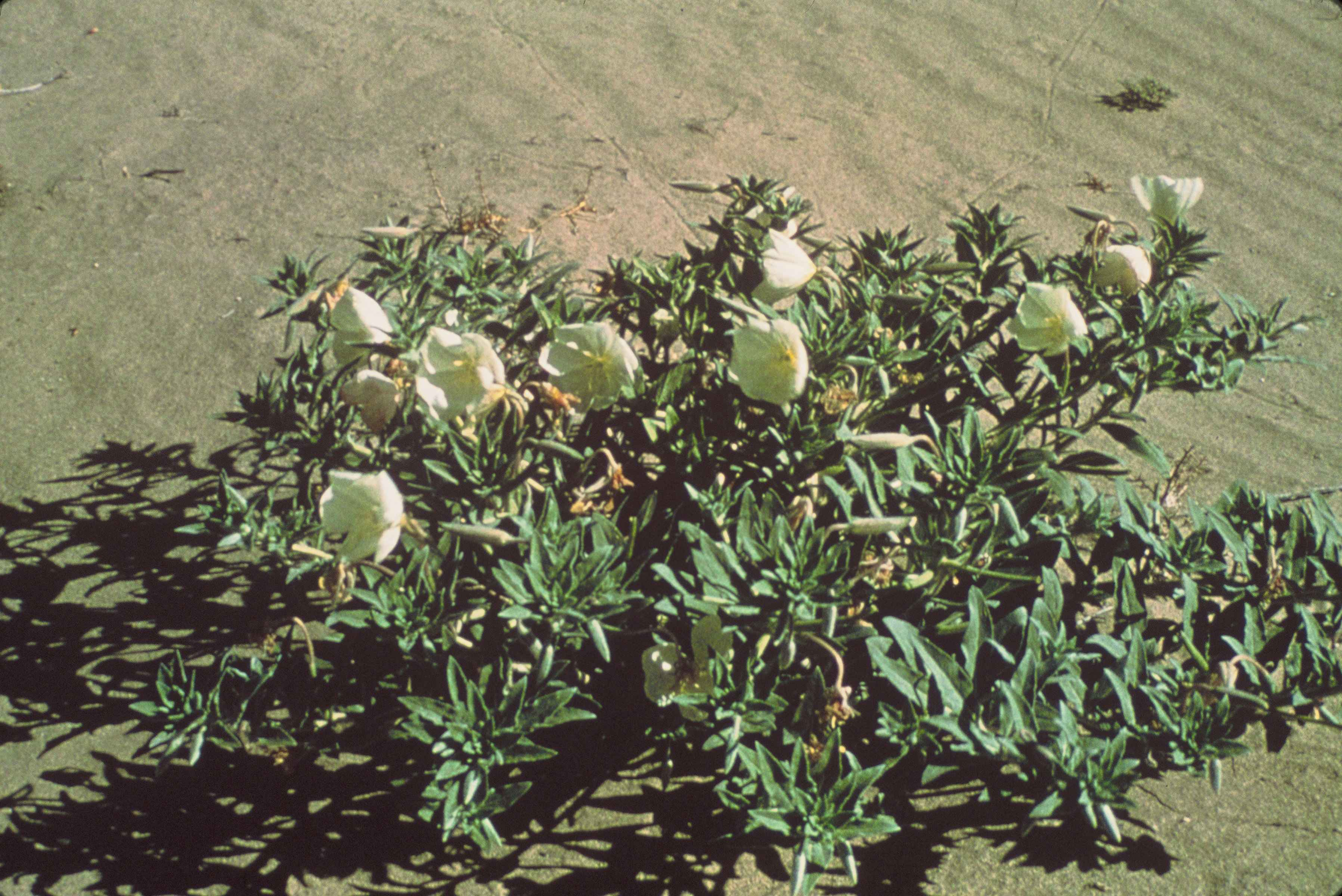
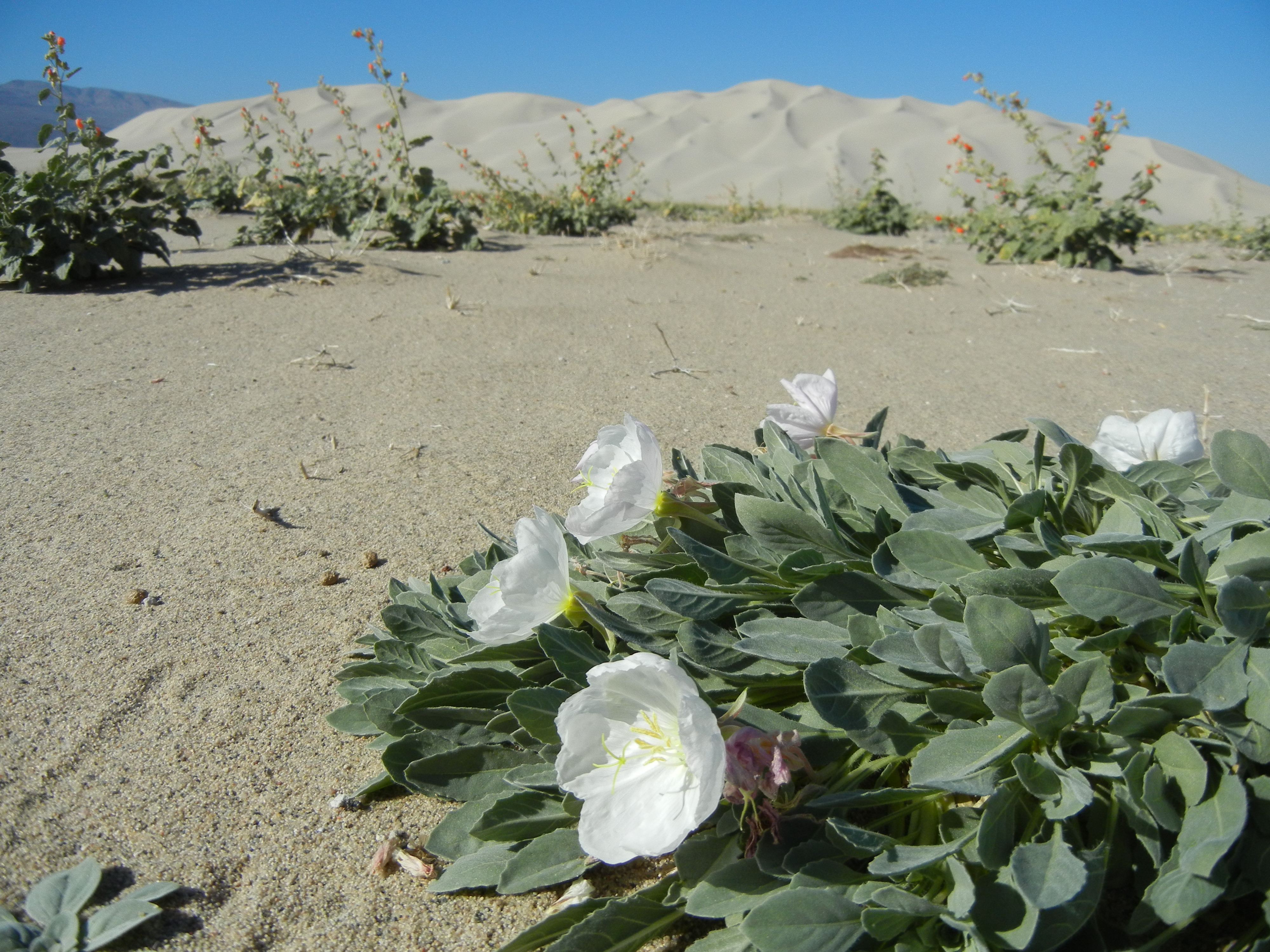
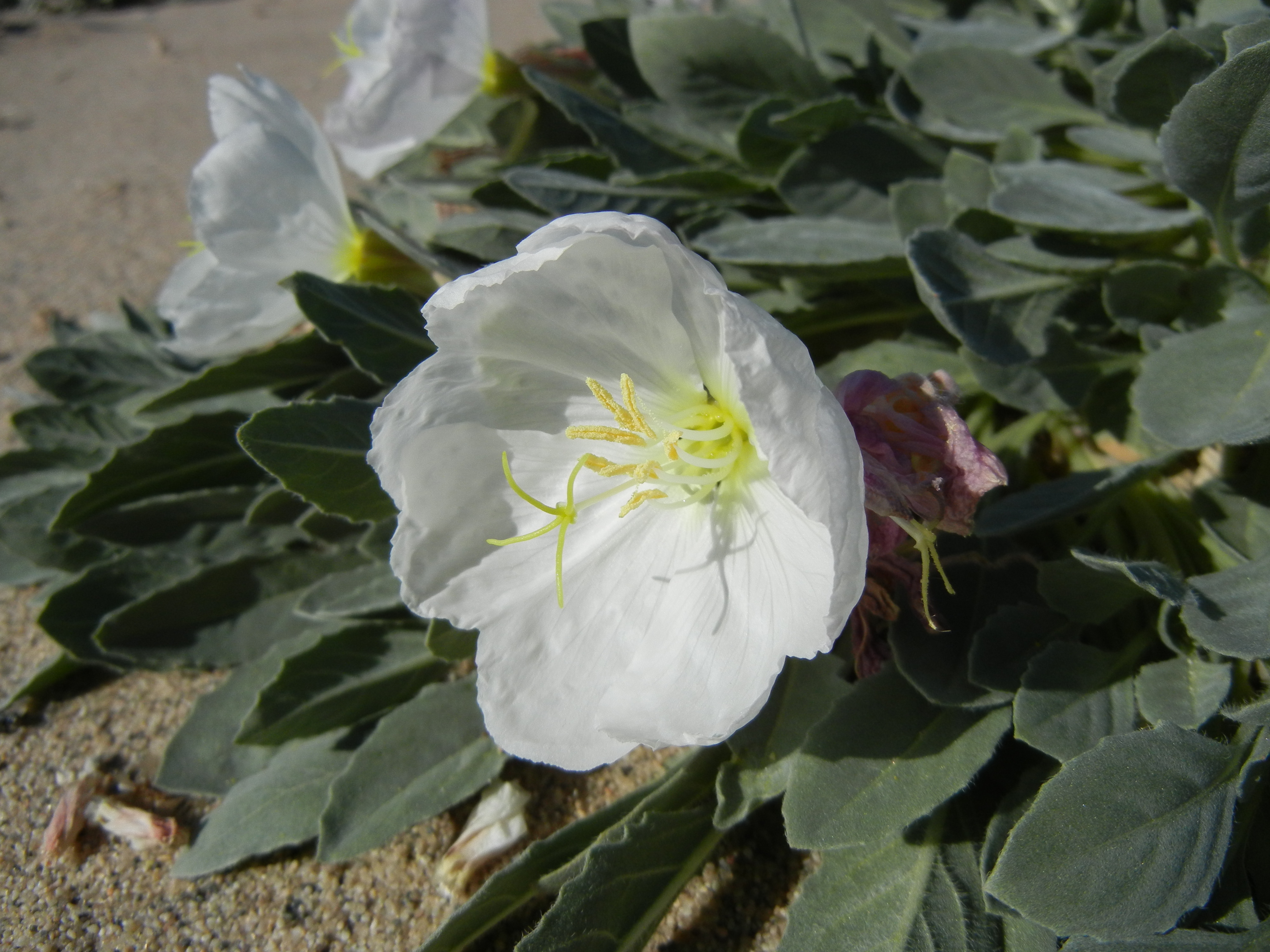
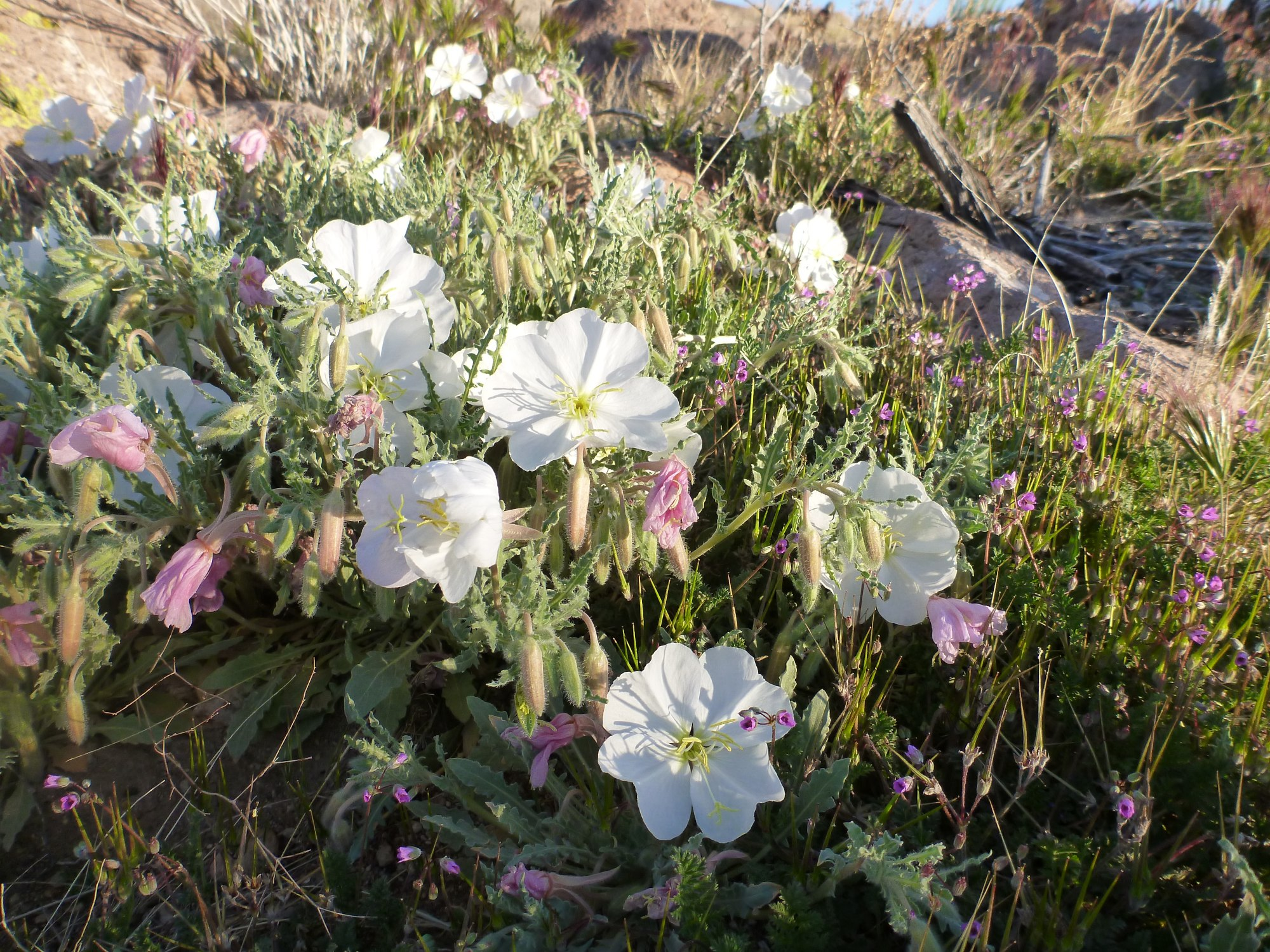
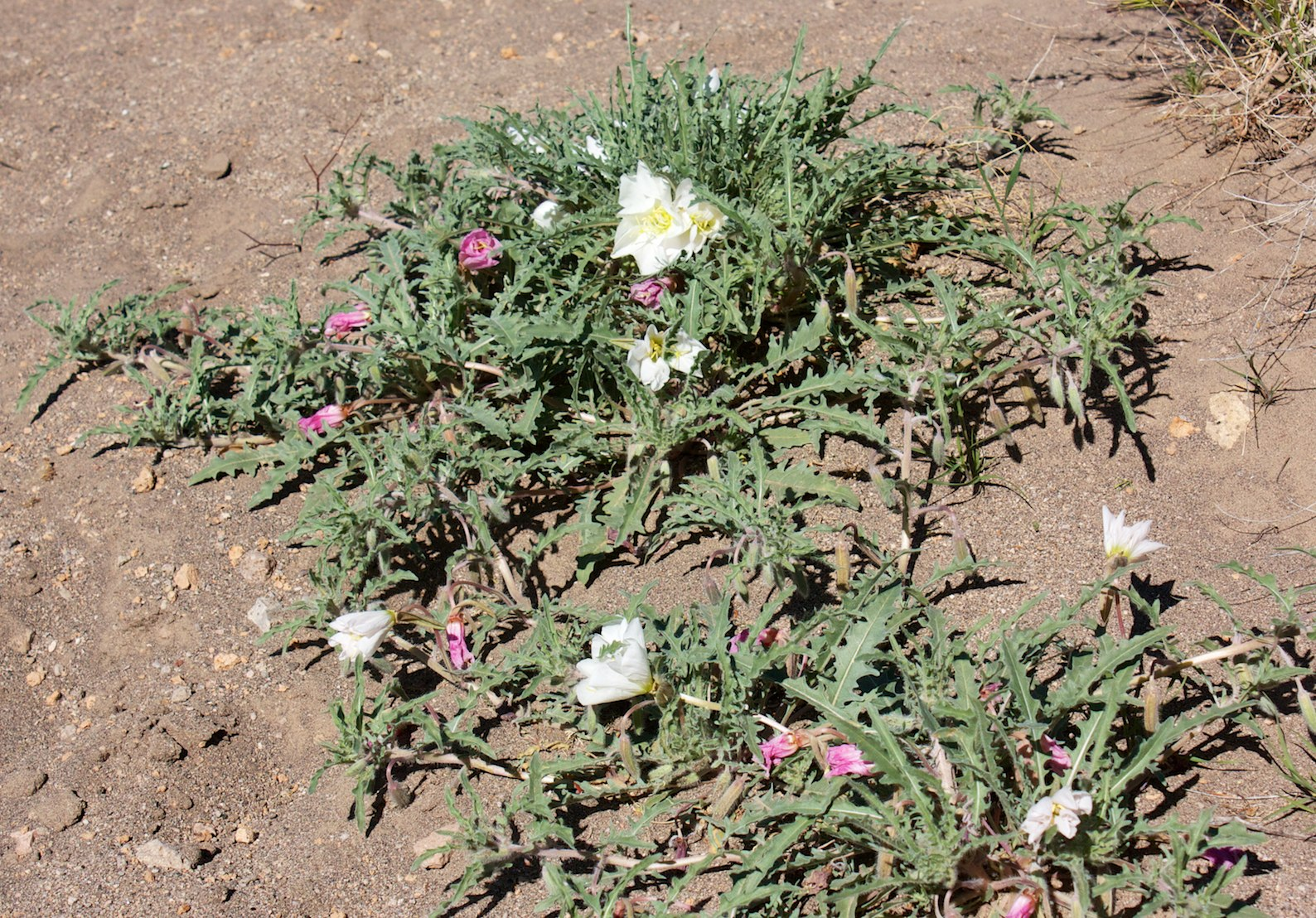